# Chambre de la littérature du Reich
La Chambre de la littérature du Reich (Reichsschrifttumskammer) est l'une des sept chambres individuelles de la Chambre de la culture du Reich, institution nazie.

## Histoire
La fondation de la Chambre suit les autodafés dans la nuit du 10 mai 1933.
Afin d'établir une politique culturelle nazie, le ministre de la propagande Joseph Goebbels crée en septembre 1933 la Chambre de la culture du Reich. Elle comprend sept divisions.
La Chambre de la littérature du Reich réunit des professions culturelles du monde littéraire : écrivains, éditeurs, libraires, bibliothécaires... Comme la Chambre de la culture et les autres chambres, c'est une organisation obligatoire. La personne qui veut exercer une de ces professions doit s'inscrire à la chambre. Cela permet l'exclusion des personnalités détestées par les nazis, comme celles d'origine juive, homosexuelles ou ayant un casier judiciaire.
À la base de la chambre se trouvent des organisations professionnelles incluses dans la chambre au cours de la Gleichschaltung, notamment l'Association des écrivains allemands du Reich, l'Association allemande du commerce du livre (de), l'Association des bibliothécaires allemands et la Société des bibliophiles. L'Association des écrivains allemands du Reich est dissoute en septembre 1935 et fusionne avec la chambre. L'association des libraires redevient autonome en septembre 1934. Les autres associations restent dans la chambre jusqu'à la fin du Reich.
Parmi les responsables de Gaue, il y a Martin Wülfing (de) (Berlin), Felix Wilhelm Beielstein (de) (Essen), Bruno Peyn (de) (Hambourg), Georg Grabenhorst (de) (Hanovre), Heinz Steguweit (Cologne-Aix-la-Chapelle), Walter Best et Karl Kaltwasser (de) (Hesse), Hanns Maria Lux (de) (Moselland), Linus Kefer (de) (Oberdonau), Kurt Kölsch (de) (Sarre-Palatinat), Hans Ehrke (de) (Schleswig-Holstein), Hans Christoph Kaergel et Alfons Hayduk (de) (Silésie), Fritz Fink (de) (Thüringe), August Hinrichs (de) (Weser-Ems), Fritz Nölle (de) et Josef Bergenthal (en) (Westphalie), Karl Hans Strobl (Vienne) et Georg Schmückle (de) (Wurtemberg).
Le journal de la chambre pour les auteurs, Der deutsche Schriftsteller, a pour rédacteur Kurt Metzner (de). Il paraît de janvier 1936 à juillet 1944. Y collaborent entre autres Fritz Müller-Partenkirchen (de), Friedrich Kayssler, Karl Bröger (de), Franz Schauwecker (de), Hanns Johst, Rudolf Ahlers (de), Sigmund Graff (de), Gerhard Schumann (de), Robert Hohlbaum (de)...
Après de nombreuses restructurations dans les premières années de son existence, la chambre est divisée en trois départements : administration, écrivains, libraires. Le département de l'administration est dirigé par Karl Heinl (de). Celui des écrivains est d'abord présidé par Kurt Metzner puis par Gerhard Schumann et par Alfred Richard Meyer (de), celui des libraires par Wilhelm Baur (de) et celui des éditeurs par Adolf Spemann.
Les directeurs généraux de la Chambre de la littérature du Reich sont Gunther Haupt (1933–1934), Richard Suchenwirth (de) (1934–1936), Karl Heinl (de) (1936–1937), Wilhelm Ihde (de) (1937–1944) et Günther Gentz (1944–1945). On compte parmi les membres du conseil de la chambre Hans Grimm, Hugo Bruckmann (en),Theodor Fritsch (de), Paul Graener, Richard Suchenwirth (de) et Carl Vincent Krogmann (de).